# Integration (Soziologie)
Der Begriff Integration ist vom lateinischen integratio (Erneuerung) abgeleitet und bedeutet in der Soziologie die Ausbildung
- einer Wertgemeinsamkeit mit einem Einbezug von Gruppierungen, die zunächst oder neuerdings andere Werthaltungen vertreten, oder
- einer Lebens- und Arbeitsgemeinschaft mit einem Einbezug von Menschen, die aus den verschiedensten Gründen von dieser ausgeschlossen (exkludiert) und teilweise in Sondergemeinschaften zusammengefasst waren.

Veranschaulichung unterschiedlicher Konzepte

Integration beschreibt einen dynamischen, lange andauernden und sehr differenzierten Prozess des Zusammenfügens und Zusammenwachsens. Gegenbegriff hierzu ist Desintegration. Integration wird auch als Form der Akkulturation betrachtet.

## Absolute und relationale Integration
Nach Jürgen Friedrichs kann man zwischen relationaler und absoluter Integration unterscheiden.
Relationale Integration bezieht sich somit auf ein einzelnes Element und darauf, wie es in eine größere Einheit integriert ist. Absolute Integration hingegen bezieht sich auf die übergeordnete Einheit und kann als Maß des gesamten Zusammenhalts aller Einheiten zueinander gelten.

## Sozialintegration und Systemintegration
Nach David Lockwood ist es ein Unterschied, ob man von der Integration einzelner Menschen und Gruppen in die Gesellschaft spricht oder von der Integration einzelner gesellschaftlicher Subsysteme. Den Zusammenhalt gesellschaftlicher Subsysteme (z. B. das Wirtschaftssystem, Rechtssystem usw.) nennt Lockwood Systemintegration. Die Integration einzelner Menschen in die Gesellschaft wird von ihm als Sozialintegration beschrieben.

## Klassische Ansätze zur Integration in der Soziologie
Zahlreiche soziologische Klassiker haben sich intensiv mit Fragen der sozialen Integration befasst. Gerade die frühen Theoretiker der Soziologie (Emile Durkheim, Herbert Spencer, Georg Simmel, Ferdinand Tönnies) beschreiben den Wandel der Gesellschaft immer auch als einen Wandel des jeweiligen Modus der sozialen Integration.
In frühen Stammesgesellschaften wurde der soziale Zusammenhalt in räumlich begrenzten und kleinen Gemeinschaften durch Verwandtschaft und Ähnlichkeit (Homogenität) hergestellt. Durkheim nannte diese Form der sozialen Integration Mechanische Solidarität. Der Typus der Gesellschaft, der auf jener mechanischen Solidarität beruht, wurde von Spencer militante Gesellschaft genannt, die bei geringer interner Differenzierung vor allem auf den Schutz nach außen hin gerichtet ist. Bei Tönnies ist dies die Gemeinschaft, welche er in seinem Hauptwerk Gemeinschaft und Gesellschaft von der Gesellschaft abgrenzt.
Durch einen Prozess der Differenzierung verändert sich die Gesellschaft, aus der homogenen Stammesgesellschaft wird im Laufe der Zeit eine heterogene, funktional differenzierte Gesellschaft. Während in kleinen homogenen Gruppen Ähnlichkeit und Verwandtschaft ausgereicht haben, für die soziale Integration zu sorgen, benötigen komplexe Massengesellschaften einen anderen Modus der Integration. Durkheim nennt diese Form organische Solidarität. Spencer wiederum spricht nun von der industriellen Gesellschaft und Tönnies von der Gesellschaft. Alle drei meinen damit – bei Unterschieden im Detail – grob eine Form der Integration, die anonym ist und auf wechselseitiger funktionaler Abhängigkeit beruht. Für Simmel ist diese Form der Integration versinnbildlicht in der modernen Großstadt im Gegensatz zum dörflich-ländlichen Leben.

## Sozialintegration bestimmter Personengruppen

### Übergangsmanagement bei Jugendlichen
Bei Heranwachsenden geht es beim Übergangsmanagement um die Öffnung von Perspektiven und darum, insbesondere auch Schüler, die die Förderschule oder Hauptschule besuchen, bei ihrer sozialen Integration und dem Übergang von der Schule in den Beruf zu unterstützen.

### Integration nach Migration
Der Prozess der Integration von Menschen mit einem Migrationshintergrund besteht aus Annäherung, gegenseitiger Auseinandersetzung, Kommunikation, Finden von Gemeinsamkeiten, Feststellen von Unterschieden und der Übernahme gemeinschaftlicher Verantwortung zwischen Zugewanderten und der anwesenden Mehrheitsbevölkerung. Im Gegensatz zur Assimilation (völlige Anpassung), verlangt Integration nicht die Aufgabe der eigenen kulturellen Identität. Der Integrationsprozess in Deutschland erhält seine Dynamik sowohl aus verschiedenen Initiativen von Einzelpersonen und Organisationen (Freie Wohlfahrtspflege, Migrantenselbstorganisationen) als auch von staatlicher Seite (Nationaler Integrationsplan, Bundesbeirat für Integration).

#### Anforderungen an die Menschen mit Migrationshintergrund
Die Möglichkeit der Teilnahme am gesellschaftlichen Leben der Aufnahmegesellschaft setzt den Erwerb von bestimmten Kenntnissen, Fähigkeiten, Einstellungen und den Willen, eine weitgehende Neu-Sozialisation und Neuorganisation der Persönlichkeit einzugehen, voraus. Zentral ist hier das Erlernen der neuen Sprache und eine gewisse Kommunikationsfähigkeit und -bereitschaft gegenüber der Aufnahmegesellschaft.
In multiethnischen und multikulturellen Gesellschaften kann eine Form der Integration auftreten, die es Einwanderern gestattet, die Kulturidentitäten ihrer Herkunftsgesellschaften aufrechtzuerhalten. In dem Fall kann das Phänomen der zunehmenden „Integration nach Innen“ auftreten, in deren Rahmen ethnische Minderheiten Enklaven und kulturelle Verkehrskreise mit einer eigenen Sprache und einem eigenen Markt von Dienstleistungen und Kulturangeboten aufbauen können. Ist dies der Fall, formulieren auch solche Parallelgesellschaften das sozialkulturelle Anforderungsprofil für neu hinzukommende Migranten mit.

#### Anforderungen an die Aufnahmegesellschaft
Prozesse der sozialen Integration von Menschen mit Migrationshintergrund sind von der Aufgeschlossenheit der Aufnahmegesellschaft gegenüber Einwanderern und ihren Kindern geprägt. Soll eine Integration von Menschen mit Migrationshintergrund gelingen, ist es erforderlich, Voraussetzungen zur Teilhabe an gemeinschaftlichen Gütern und Aktivitäten zu schaffen, insbesondere den Arbeitsmarkt und den Wohnungsmarkt zugänglich zu machen. Ein sicherer Arbeitsplatz verschafft ein festes Einkommen, Sozialprestige, Selbstverwirklichung und soziale Beziehungen. Zur Verhinderung von Parallelgesellschaften muss die Bildung von urbanen Enklaven ausgeschlossen werden, beispielsweise durch gleichmäßige Verteilung bei der Vergabe von öffentlichen Wohnungen und geeignete städtebauliche Maßnahmen, die Integration von Zuwanderern schon in der Stadtplanung miteinbezieht.
Unabdingbar ist zudem ein chancengleicher Zugang zu Bildungs- und Ausbildungseinrichtungen, der die Integration beschleunigt. Da Schulen oder Klassen mit einem hohen Anteil an Migrantenkindern zu einer sozialen Segregation führen und den Bildungsanschluss an die Mehrheitsgesellschaft verhindern, muss überlegt werden, wie derart hohe Quoten verhindert werden können (z. B. über eine Änderung der Einteilung von Schulbezirken).
Eine weitere Aufgabe der Aufnahmegesellschaft besteht darin, Fremdenangst, Vorurteile, Diskriminierung und Rassismus zu ächten und zu bestrafen. Dies kann durch Meinungsbildungsprozesse aus der Zivilgesellschaft heraus, aber auch durch Justizbehörden (Justiz, Polizei), Aufklärungskampagnen beispielsweise an Schulen und durch integrierende Projekte erreicht werden.
Das politische Konzept, welches sich mit dem Abbau von kulturellen Barrieren – auch abseits des Themenkreises Zuwanderung – beschäftigt, ist unter dem Begriff Interkultur dargestellt.

##### Integration in Deutschland
Durch die im Grundgesetz verankerten Grundrechte hat jeder Mensch das Recht auf eine eigene Meinung, Religionsfreiheit und Gewissensfreiheit. Neben der Aneignung der deutschen Sprache, welche die Grundvoraussetzung für Teilhabe bildet, ist die Rücksichtnahme auf die Grundrechte anderer von hoher Bedeutung. Inwieweit besondere persönliche Überzeugungen (z. B. zur Demokratie, zum Geschlechterverhältnis), deren Freiheit ja gerade vom Grundgesetz garantiert wird, sich an Werte der Mehrheitsgesellschaft anzupassen haben, ist in Deutschland Gegenstand heftiger politischer Auseinandersetzung.
Auch die Einhaltung der durch die anwesende Mehrheitsbevölkerung demokratisch erarbeiteten Rechtsordnung, die als besondere Werte unter anderem Gewaltfreiheit, freie Wahl der Religion, Austritt aus Religionsgemeinschaften, Gleichberechtigung der Geschlechter, Meinungsfreiheit, Schutz des Eigentums, Nachtruhe, Schutz der Persönlichkeitsrechte, freie Wahl der Partners und des Arbeitsplatzes beinhaltet, ist für ein friedliches Zusammenleben notwendig.
Einen hohen Stellenwert für die Integration von Menschen mit einem Migrationshintergrund nimmt die Einbürgerung ein. Der Gesetzgeber sieht in der Annahme der deutschen Staatsangehörigkeit nicht nur die Begründung der rechtlichen Mitgliedschaft im deutschen Staat verbunden mit staatsbürgerlichen Teilhaberechten, sondern auch das Bekenntnis zur deutschen Rechts- und Kulturgemeinschaft. Der Gesetzgeber beansprucht, bei der Beurteilung der Rechtsverhältnisse die kulturelle Identität von Ausländern dadurch schützen zu können, dass die Rechtsordnung desjenigen Staates, welchem sie „zum Zeitpunkt des Sachverhalts, angehören“, auch von deutschen Behörden und Gerichten Berücksichtigung findet (→ Internationales Privatrecht).

### Integration von Menschen mit Behinderung

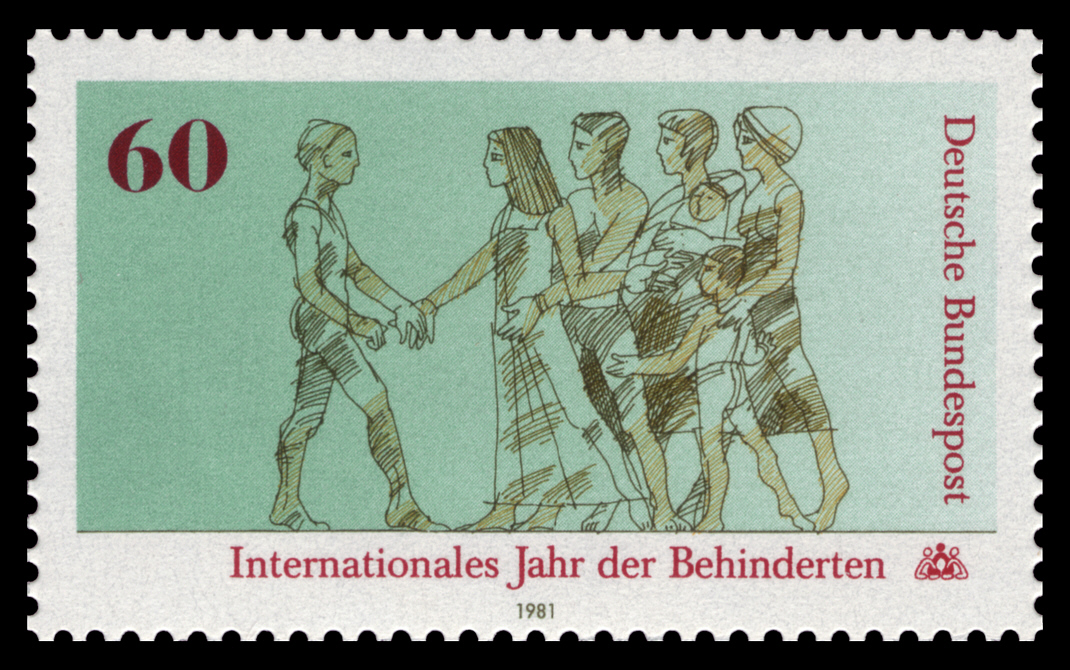
Internationales Jahr der Behinderten: Briefmarke der Deutschen Bundespost von 1981

(Siehe auch: Teilhabe (Behinderte Menschen) und Integration von Menschen mit Behinderungen in die Arbeitswelt)
Georg Feuser definiert Integration als „die gemeinsame Tätigkeit (Spielen/Lernen/Arbeit) am gemeinsamen Gegenstand/Produkt in Kooperation von behinderten und nichtbehinderten Menschen“. Integriert sind demzufolge Menschen mit Behinderung dann, wenn sie in Kommunikations- und Arbeitsgemeinschaften einbezogen sind.
Im Falle einer zieldifferenten Integration gelten für Menschen mit Behinderung reduzierte Anforderungen oder Sonderbedingungen. Im Fall einer zielgleichen Integration erhalten Menschen mit Behinderung Nachteilsausgleiche (z. B. in Form verlängerter Bearbeitungszeiten bei Prüfungen für Menschen mit Sehbehinderung), damit sie das gemeinsame Ziel erfolgreich erreichen können. Im Fall einer zielgleichen Integration sind die Grenzen zu einer Förderung Schwächerer, mithin zur Inklusion, fließend.
Vorschriften über schwerbehinderte Menschen, vor allem im Neunten Buch Sozialgesetzbuch (SGB IX), regeln die Integration von Menschen mit Behinderung in das Arbeitsleben. Die Schwerbehindertenvertretung in Betrieben hat z. B. das Recht, den Abschluss einer Integrationsvereinbarung zu verlangen, den die Betriebsleitung mit der Schwerbehindertenvertretung und dem Betriebsrat bzw. dem Personalrat abschließen soll. Diese Regelungen beziehen sich unter anderem auf die Personalplanung, die Arbeitsplatzgestaltung, die Arbeitsorganisation und die Gestaltung des Arbeitsumfeldes. Weitere Regelungen zur angestrebten Beschäftigungsquote und Ausbildung behinderter Jugendlicher können getroffen werden.